# Belize
Belize (pronunciado em português europeu: [bɨˈlizɨ]; pronunciado em português brasileiro: [bɛˈlizi, beˈlizi]; pronunciado em inglês: [bəˈliːz] (escutarⓘ) é um país situado na costa nordeste da América Central. Faz fronteira com o México a norte, com o Mar das Caraíbas a leste e com a Guatemala a oeste e sul. Também partilha uma fronteira marítima com as Honduras a sudeste. Belize é membro da Comunidade das Caraíbas e é considerado parte da região caribenha e das históricas Índias Ocidentais Britânicas.
A civilização maia expandiu-se para a área do Belize entre 1500 a.C. e 300 d.C., tendo prosperado até cerca de 1200. O contacto europeu iniciou-se entre 1502 e 1504, quando Cristóvão Colombo navegou ao longo do Golfo de Honduras. A exploração europeia foi iniciada por colonos ingleses em 1638. Tanto a Espanha como a Grã-Bretanha reivindicaram o território até que os britânicos derrotaram os espanhóis na Batalha de St. George's Caye (1798). Tornou-se uma colónia britânica em 1840 e uma colónia da Coroa em 1862. Belize alcançou a independência do Reino Unido em 21 de setembro de 1981. É o único país da América Central continental que é um reino da Commonwealth, tendo o Rei Carlos III como monarca e chefe de Estado, representado por um governador-geral.
A abundância de plantas e animais terrestres e marinhos, assim como a diversidade de ecossistemas, incluindo recifes de coral extensos, dão a Belize um papel importante no globalmente significativo Corredor Ecológico Mesoamericano. É considerado uma nação da América Central e do Caribe, com fortes laços tanto com as regiões americanas quanto caribenhas.

## Etimologia
A origem do nome Belize é amplamente debatida e marcada por ambiguidades e mitificações, em grande parte devido ao seu contexto colonial. Uma teoria amplamente contestada sugere que o nome derivaria de Peter Wallace,  um suposto corsário escocês, cuja pronúncia espanhola de "Wallace" teria evoluído para "Belize". No entanto, académicos modernos consideram esta narrativa um mito colonialista, criado por interesses britânicos para reforçar a legitimidade histórica do assentamento.
Outra hipótese aponta para uma origem maiado nome, possivelmente derivada da palavra balix ou belix, que significa "águas barrentas," em referência ao rio Belize. Esta explicação é reforçada por evidências cartográficas e textuais, sugerindo que o nome foi inicialmente utilizado por exploradores espanhóis para designar a região. Mapas europeus do início do século XVIII já registavam variações do nome, incluindo Balesia, Belleze e Valiz, refletindo a inconsistência cartográfica e a ausência de um topónimo fixo até o século XIX. O nome Belize só começa a ser utilizado consistentemente para designar a região e os seus assentamentos com o crescente interesse britânico na exploração de madeira.
Além disso, outra interpretação de origem maia sugere que o nome Belize pode estar relacionado à expressão Bel Itza, que significa "caminho para Itza", em referência ao Reino de Petén Itzá, no atual norte da Guatemala. Este termo pode ter sido adaptado pelos espanhóis para descrever a região, servindo como orientação para exploradores e comerciantes que transitavam pelo território maia.

## História
Até a chegada dos europeus, o país era habitado pelos maias. No meio do século XVII chegaram mateiros ingleses à costa. Os espanhóis não tinham chegado até essa zona. Em 1968, os Estados Unidos foram juízes de arbitragem para que o Reino Unido e Guatemala reconhecessem a independência de Belize, o que se conseguiu em 1981. Guatemala reconheceu o país em 1992.

### Primórdios
A alta cultura maia se desenvolveu nas terras baixas da península de Iucatã e nas terras altas do sul. Além de Belize, a região ocupada pelos Maias inclui os atuais México, Guatemala e Honduras. Mesmo antes do ano 2500 a.C. grupos de caçadores-coletores estabeleceram-se em pequenas aldeias. Além da caça e coleta, eles começaram a cultivar milho, feijão, abobrinha e pimenta, que ainda são uma parte importante da dieta dos moradores da região. Foi aproximadamente em 2500 a.C que as principais características da civilização maia se desenvolveram. Floresceu no período clássico, entre cerca de 250 e 1200. Na agricultura, foram desenvolvidos um laborioso sistema de irrigação baseado em aterros e técnicas de cultivo de plantas.
Ruínas das primeiras cidades maias foram encontradas na região de Belize. 5 km a oeste de Orange Walk, foram encontrados os utensílios mais antigos da área. Pedras semipreciosas mostram que o comércio ocorria em uma ampla área já em 1500 a.C. A cidade em ruínas de Cerros é datada de cerca de 300 a.C. a 100 a.C. e mostra traços da arquitetura maia primitiva e entalhes e estruturas de pedra habilidosas. Uma máscara de jade do deus do sol Kinich Ahau foi encontrada em Altú Hasta, a cerca de 30 km da cidade de Belize.
No final do período clássico, a região de Belize tinha uma população de cerca de 400 000 habitantes. No entanto, a sociedade diminuiu drasticamente no século IX e, embora as cidades ainda fossem habitadas, elas perderam seu significado como centros cerimoniais. As causas do colapso cultural são desconhecidas.

### Período colonial
No século XVII, o atual Belize tornou-se parte dos assentamentos espanhóis da América Central e do Caribe. A colonização europeia em Belize começou em 1638, com uma colônia fundada por marinheiros ingleses naufragados. Nos duzentos anos seguintes, os ingleses estabeleceram mais assentamentos na área pertencente ao país, cujo principal produto de exportação era madeira, com sua produção se intensificando após o início da colonização. Outros meios de subsistência incluíam a pirataria.
Entre 1763 e 1783, a Espanha fez um tratado que deu aos britânicos o direito de explorar a produção de madeira, mas a área permaneceu sob domínio espanhol. Em 1798, a Espanha tentou remover os britânicos de Belize à força. Durante a Guerra de Casta de Iucatã (1847–1853), milhares de imigrantes de língua espanhola fugiram para o país. A área tornou-se oficialmente uma colônia britânica em 1862 com o nome de Honduras Britânicas. O México, que reivindicava o território belizenho como parte de sua área comum, renunciou formalmente à sua reivindicação em 1893.

### Independência
Reformas constitucionais foram iniciadas em 1954 e resultou em uma nova constituição, dez anos depois. O Reino Unido concedeu a Honduras Britânicas um autogoverno em 1964, e o líder da independência George Price tornou-se primeiro-ministro da colônia. As Honduras Britânicas foram rebatizadas oficialmente em 1973, com o nome de Belize.
O PUP ganhou todas as eleições até 1984. Desde a independência, uma guarnição britânica foi mantida em Belize, a pedido do governo de Belize, incluindo, às vezes, os jatos Harrier.

## Geografia

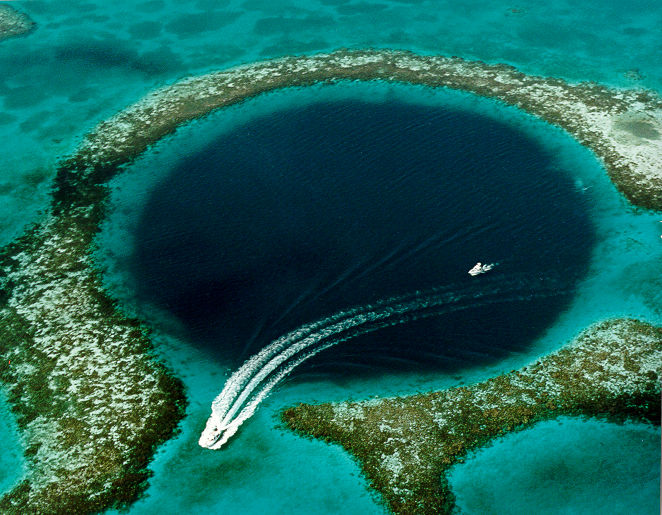
O Grande Buraco Azul, localizado próximo à ilha de Cayo Ambergris, em Belize.

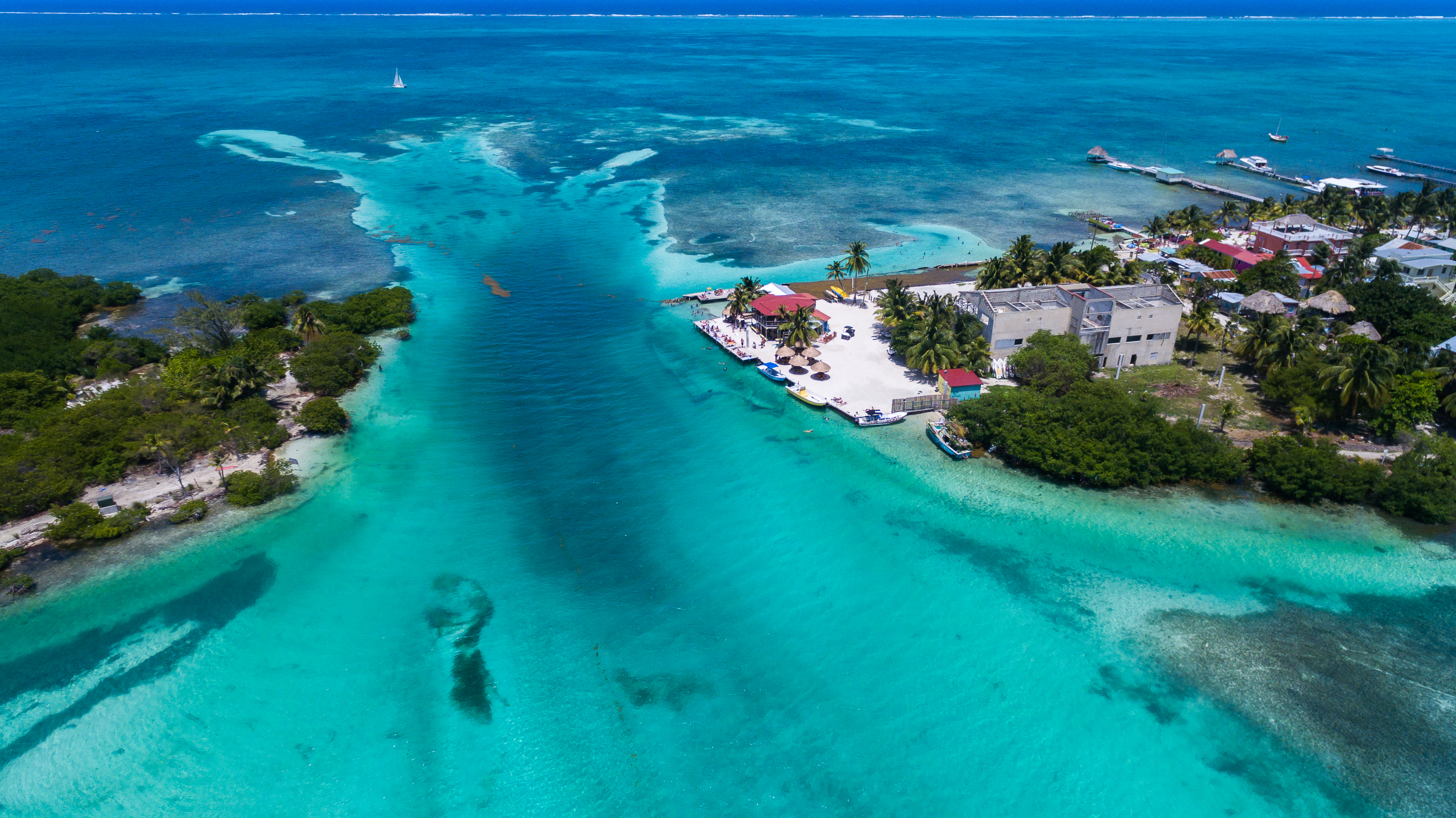
Pequenas ilhas banhadas pelo mar do Caribe situadas em Belize.

O norte de Belize consiste principalmente de planícies costeiras planas e pantanosas, densamente florestadas em alguns lugares. Para o sul se encontra a corrente montanhosa baixa das Montanhas Maia, das quais o ponto mais alto em Belize é o Doyle's Delight, a 1 124 m de altitude. Belize se encontra localizada entre os rios Fundo e Sarstoon, com o Rio de Belize fluindo no centro do país. Ao longo de toda a costa caribenha se encontram recifes de coral. Belize é o lar da barreira de coral mais longa do hemisfério ocidental e a segunda mais longa no mundo depois da Grande Barreira de Coral.
O clima local é tropical e normalmente muito quente e úmido. A temporada chuvosa dura de maio a novembro, durante a qual perigos naturais como furacões e inundações são comuns.
As florestas cobrem mais da metade de Belize. Nas planícies, há uma floresta tropical com mogno e muitas espécies de orquídeas. A montante, as principais espécies são coníferas. A conservação é considerada importante e 18 parques nacionais incluem a única área protegida da Jaguar no mundo.

### Clima
O clima local é tropical e geralmente muito quente e úmido, embora haja variações significativas nos padrões climáticos por região. As temperaturas variam de acordo com a altitude, a proximidade da costa e os efeitos moderadores dos ventos alísios do nordeste fora do Caribe. As temperaturas médias nas regiões costeiras variam de 24 °C em janeiro a 27 °C em julho. As temperaturas são um pouco mais altas no interior, exceto nos planaltos do sul, como a Montanha Pine Ridge, onde o clima é visivelmente mais frio. Em geral, as estações do ano são mais marcadas por diferenças de umidade e precipitação do que pelas de temperaturas.
A precipitação média varia consideravelmente, de 1 350 mm no norte e oeste a mais de 4 500 mm no extremo sul. As diferenças sazonais de precipitação são maiores nas regiões norte e central do país, onde, entre janeiro e abril ou maio, há menos de 100 mm de precipitação por mês. A estação seca é mais curta no sul, que geralmente dura apenas de fevereiro a abril. Há um período curto e menos chuvoso conhecido localmente como "pouco seco", que geralmente ocorre no final de julho ou agosto, após o início inicial da estação chuvosa.
Os furacões têm sido devastadores na história do Belize. Em 1931, um furacão sem nome destruiu mais de dois terços dos edifícios na cidade de Belize e matou mais de 1 000 pessoas. Em 1955, o furacão Janet devastou a cidade de Corozal, no norte. Apenas seis anos depois, o furacão Hattie atingiu a área costeira central do país, com ventos de mais de 300 km/h e 4 m de maré. A devastação da cidade de Belize pela segunda vez em trinta anos levou à realocação da capital a 80 km para o interior. A cidade planejada de Belmopã se tornou a nova capital. O furacão Greta causou mais de US$ 25 milhões em danos ao longo da costa sul em 1978. Em 9 de outubro de 2001, o furacão Iris atingiu a cidade de Monkey River, com ventos de 145 km/h e categoria quatro. A tempestade demoliu a maioria das casas da cidade e destruiu a plantação de bananas. Em 2007, o furacão Dean atingiu o solo como uma tempestade de categoria cinco, a apenas 25 km ao norte da fronteira mexicana. Dean causou grandes danos no norte de Belize.

## Política

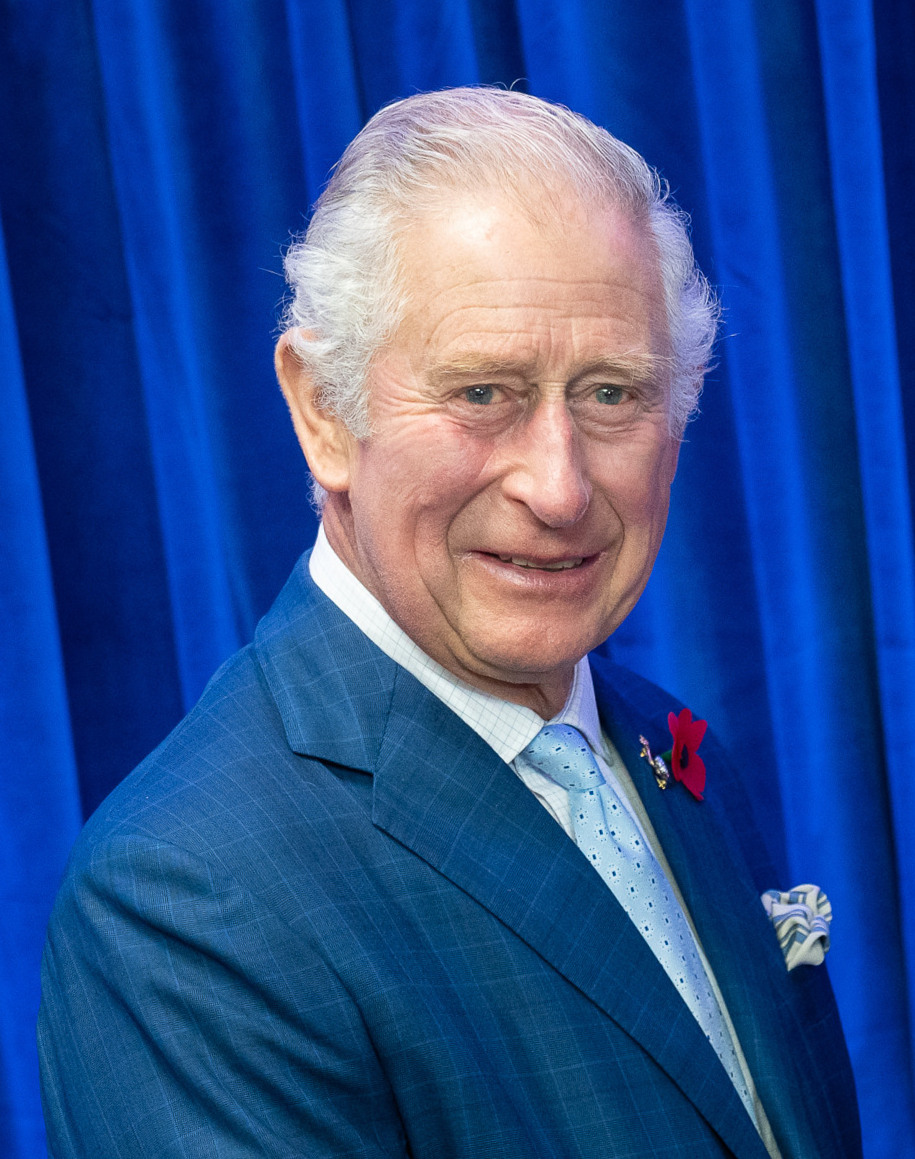

O Rei Carlos III do Reino Unido é o atual Monarca de Belize.

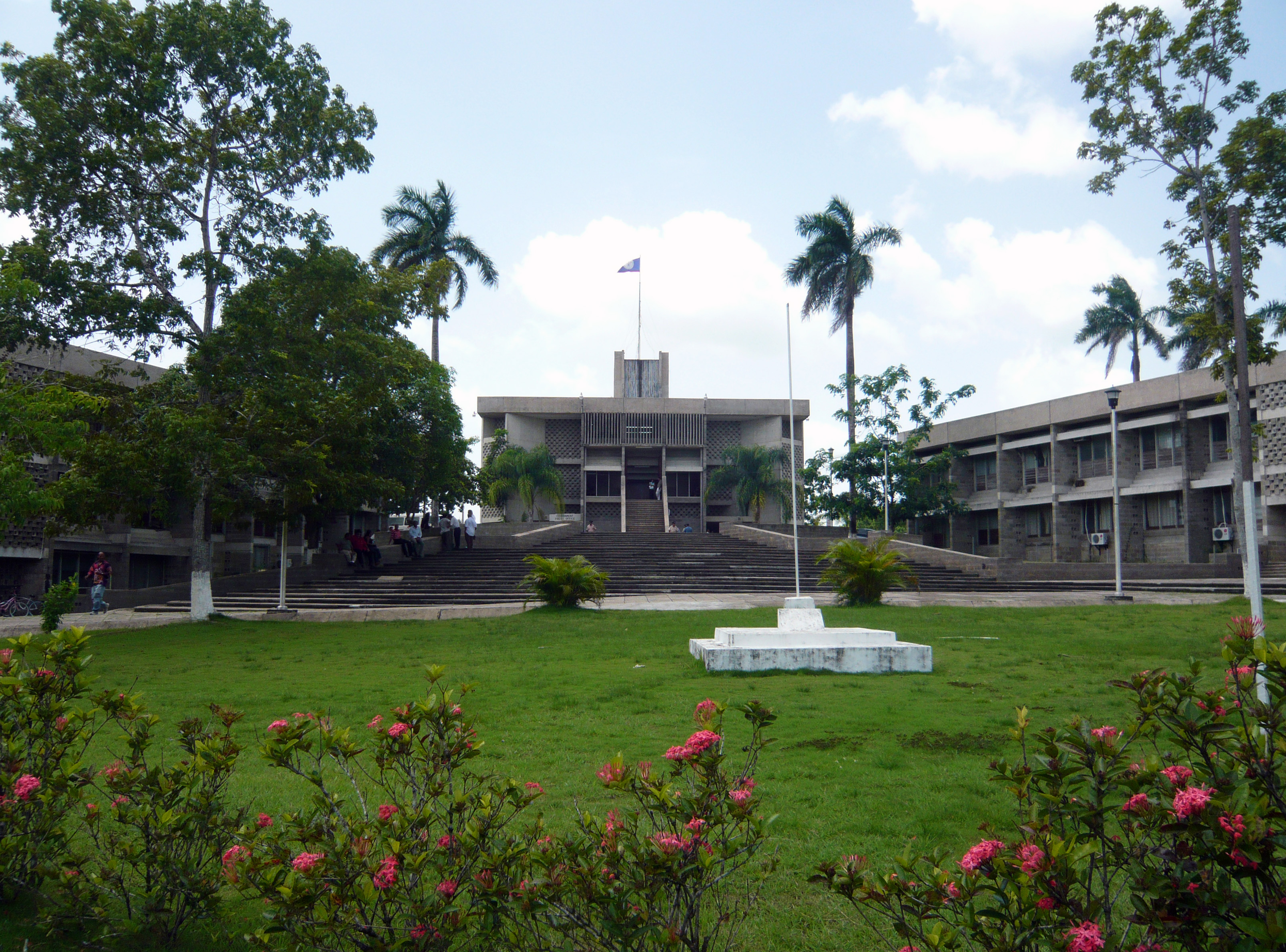
Assembleia Nacional em Belmopã.

Belize é uma democracia parlamentar e membro da Commonwealth. O monarca britânico é o chefe de estado e é representado no país por um governador-geral que deve ser belizenho. O principal órgão executivo do governo é o gabinete, liderado por um primeiro-ministro que é chefe de governo. Os ministros do gabinete não são membros do partido político com maioria no parlamento e geralmente mantêm os cargos eleitos dentro dele concorrentemente com suas posições no gabinete.

## Subdivisões

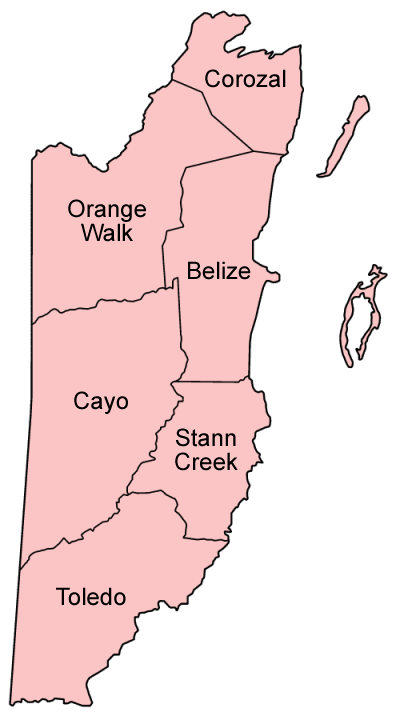
Subdivisões de Belize

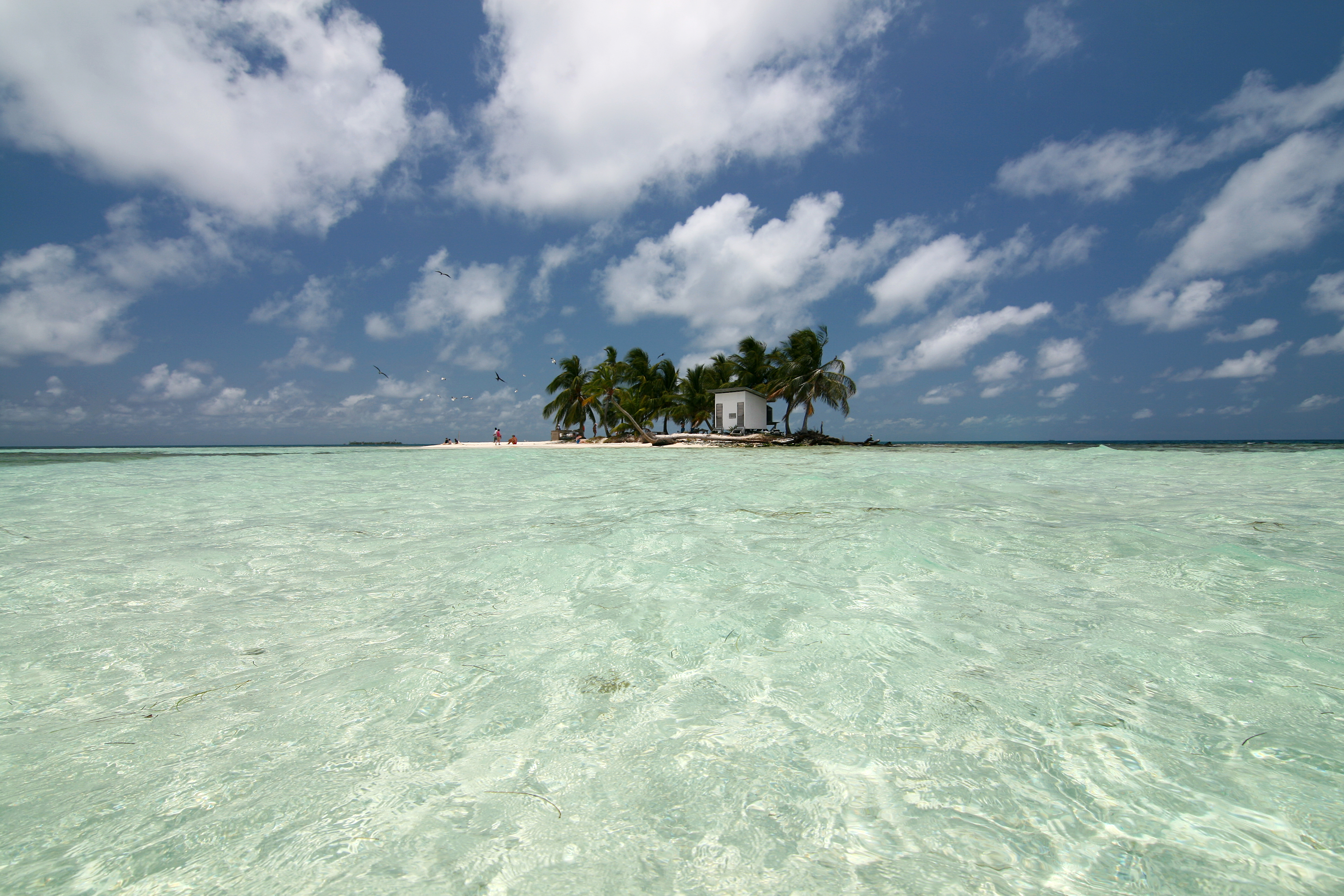
O mar do Caribe em Belize.

Belize está dividido em seis distritos.
- Belize
- Cayo
- Corozal
- Orange Walk
- Stann Creek
- Toledo

## Economia

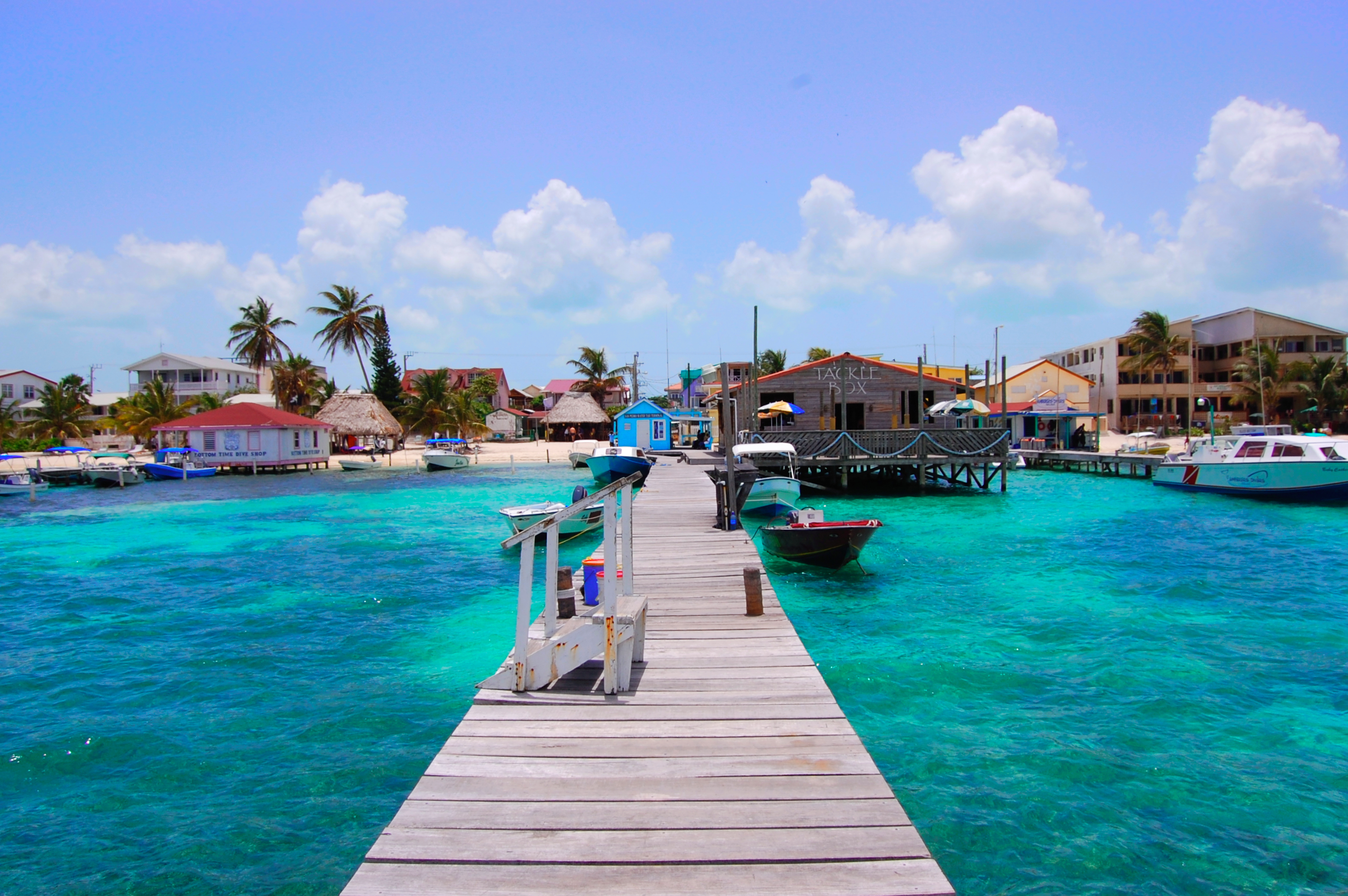
A Praia de São Pedro, no Belize

A pequena e essencialmente privada economia do Belize baseia-se principalmente na incorporação de empresas offshore, na agricultura, na indústria de base agrária e no merchandising, com o turismo (em especial as áreas ligadas ao mergulho) e a construção crescendo em relevância econômica nos últimos anos. O açúcar é o produto agrário mais importante e é responsável por quase metade das exportações, enquanto que a indústria da banana é o maior empregador do país. A produção de citrinos tem-se constituído numa indústria importante ao longo da estrada Hummingbird.
As políticas expansiva, monetária e fiscal do governo iniciadas em setembro de 1998 levaram a um crescimento do PIB de 6,4% em 1999 e de 10,5% em 2000. O crescimento regrediu para 3% em 2001 devido à desaceleração econômica global e a severos danos à agricultura, pescas e turismo provocados por furacões. As principais fontes de preocupação governamental continuam a ser o crescimento rápido do défice comercial e a dívida externa. Um objetivo-chave de curto prazo é a redução da pobreza com a ajuda de doadores internacionais.
Em 2009, havia mais belizianos vivendo fora do país (em especial nos Estados Unidos da América) do que no próprio Belize, e uma porção muito significativa do PNB do Belize provém das remessas desses emigrantes.

## Demografia

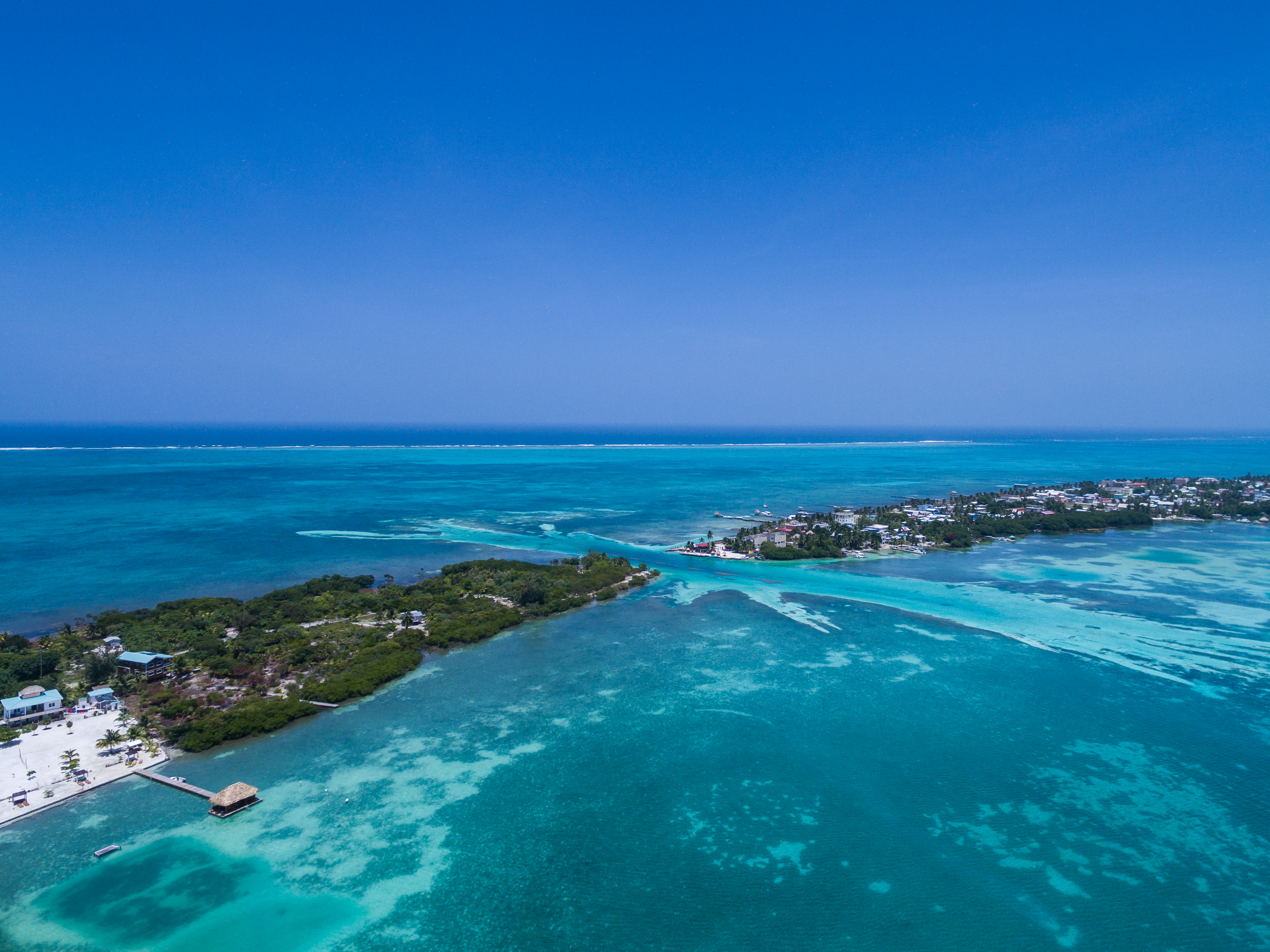
Pequenas ilhas banhadas pelo mar do Caribe situadas em Belize.

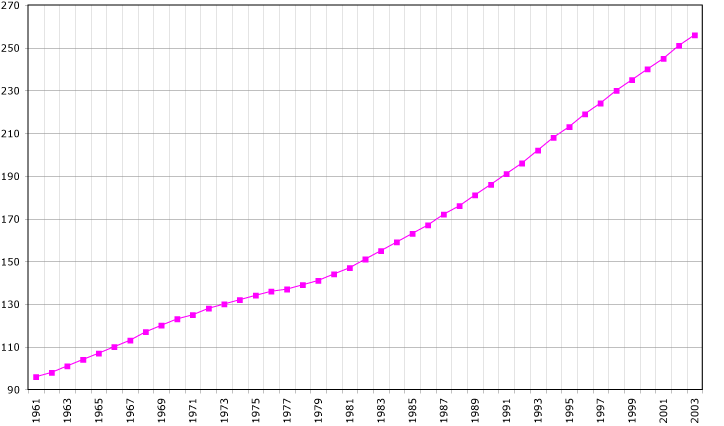
Evolução demográfica em Belize

A população do Belize é composta em sua maior parte por pessoas de ascendência multirracial. Cerca de metade da população de Belize é de ascendência mista, maia e europeia (mestiços), 25% são de ascendência africana e afro-europeia (crioula), cerca de 10% são maias e cerca de 6% são afro-ameríndios (Garifuna). O restante inclui grupos de origem europeia, indiana, chinesa, norte-americana e do médio oriente.

### Línguas
O inglês é a língua oficial. A maior parte dos belizianos que não tenham imigrado recentemente de países vizinhos têm pelo menos um conhecimento básico de inglês. O inglês e um crioulo inglês predominam ao longo da costa e no centro e sul do país. No oeste e no norte, o espanhol é mais falado. O espanhol é a língua materna de cerca de 50% da população e é falado como segunda língua por outros 36%. Os vários grupos maia ainda falam línguas maia e um dialecto crioulo inglês, semelhante aos dialectos crioulos das ilhas das Caraíbas de língua inglesa, é falado pela maioria. Algumas comunidades do sul do Belize falam principalmente garifuna.

### Religião
Segundo o último censo demográfico de Belize, cerca de 40% da população é católica. A igreja anglicana e outros grupos cristãos protestantes compõem a maior parte do restante. Atualmente a Igreja Adventista tem 51.698 membros  em 108 igrejas ou seja 12,6% da população do país . Cerca de 5% pertence à comunidade menonita de língua alemã/Plautdeutsch. A composição religiosa segue o seguinte padrão:
| Religião                      | %     |
| ----------------------------- | ----- |
| Católicos Apostólicos Romanos | 40,1% |
| Protestantes                  | 33,5% |
| Sem religião                  | 15,5% |
| Outras religiões              | 10,3% |

### Perfil étnico
O Belize é um dos países mais culturalmente diversos do Caribe. Segundo o CIA World Factbook, a composição étnica do país segue o seguinte padrão:
| Etnia                    | %     |
| ------------------------ | ----- |
| Mestiços                 | 52,9% |
| Crioulos                 | 25,9% |
| Maias                    | 11,3% |
| Garífunas                | 6,1%  |
| Indianos                 | 3,9%  |
| Alemães                  | 3,6%  |
| Outros povos caucasianos | 1,2%  |
| Asiáticos orientais      | 1%    |
| Outros/desconhecido      | 0,3%  |

## Infraestrutura

### Energia
De acordo com uma nota técnica do Banco Interamericano de Desenvolvimento, embora Belize possua fontes locais de energia, 63% do abastecimento de energia do país foi importado em 2010, principalmente na forma de fontes secundárias de energia, tais como os produtos refinados de petróleo ou a eletricidade.
As fontes belizenhas de energia que correspondem a 37% da energia consumida internamente foi obtida de fontes locais, tais como a biomassa (produtos de carvão vegetal e cana de açúcar), energia hidrelétrica e jazidas locais de combustíveis fósseis (petróleo e gás natural).
Como Belize não possui capacidade de refino doméstico de petróleo, a maior parte da produção de petróleo do país é exportada, embora parte do petróleo seja queimada diretamente pelo setor industrial. A eletricidade de Belize é fornecida principalmente por meio de uma linha de transmissão de 115 kV que cobre todas as seções norte e oeste do país e está interconectada com o México, atualmente a fonte de energia mais confiável. As áreas do sul do país são parcialmente cobertas por uma linha de transmissão de 69 kV.
A principal companhia responsável pela distribuição de energia pelo país é a Belize Electricity Limited (BEL), companhia que foi fundada em 1950.

### Educação
A Educação em Belize é disciplinada por uma lei chamada Education Act (Chapter 36 of the Laws of Belize).

### Saúde
A saúde em Belize é provida por uma rede composta por sistemas públicos e privados de saúde. O Ministério da Saúde (The Ministry of Health), conhecido pela sigla MoH, é o órgão governamental responsável por regular todo o setor de saúde do país e, também, é o maior fornecedor de serviços de saúde pública em Belize.

## Cultura
No Belize falam-se as línguas inglesa e espanhola. O país já foi uma colônia britânica, por isso fala-se inglês com sotaque britânico.
Belize localiza-se logo ao sul do México, recebendo influências culturais daquele país. É um país predominantemente católico, muitas escolas trazem nome de santos ou referências bíblicas e a educação religiosa faz parte da grade curricular.
A televisão exibe principalmente programação importada, em geral de países do restante do continente americano (do norte, central e do sul).

### Esportes
Os principais esportes de Belize são futebol, basquetebol, voleibol e ciclismo.
O futebol é atualmente o principal esporte para espectadores em Belize e é amplamente coberto pelos noticiários. O futebol tem raízes que remontam a meados do século XX em competições amadoras, realizadas principalmente na cidade de Belize. Em 1991, a primeira liga (semi) profissional de Belize, a Liga Semiprofissional de Futebol de Belize, foi formada com equipes de todos os distritos, exceto Stann Creek e Toledo, que se juntaram mais tarde. Esta liga é agora conhecida como a Belize Premier Football League (BPFL). O corpo governante geral do futebol em Belize é a Federação de Futebol de Belize (FFB). Embora Belize tenha tido algum sucesso em nível regional e de clube, seu registro internacional é notoriamente fraco.
A equipe nacional de basquete de Belize é a única equipe nacional que alcançou grandes vitórias internacionalmente. A equipe venceu o Campeonato de Basquete Masculino CARICOM de 1998, realizado no Centro Cívico da cidade de Belize, e posteriormente participou do Torneio Centrobasquet de 1999 em Havana. A equipe nacional terminou em sétimo dos oito times, depois de vencer apenas 1 jogo, apesar de jogar de perto. Em um compromisso de retorno no campeonato CARICOM de 2000 em Barbados, Belize ficou em quarto lugar. Pouco tempo depois, Belize mudou-se para a região da América Central e venceu o campeonato dos Jogos da América Central em 2001.